# Наварська форель

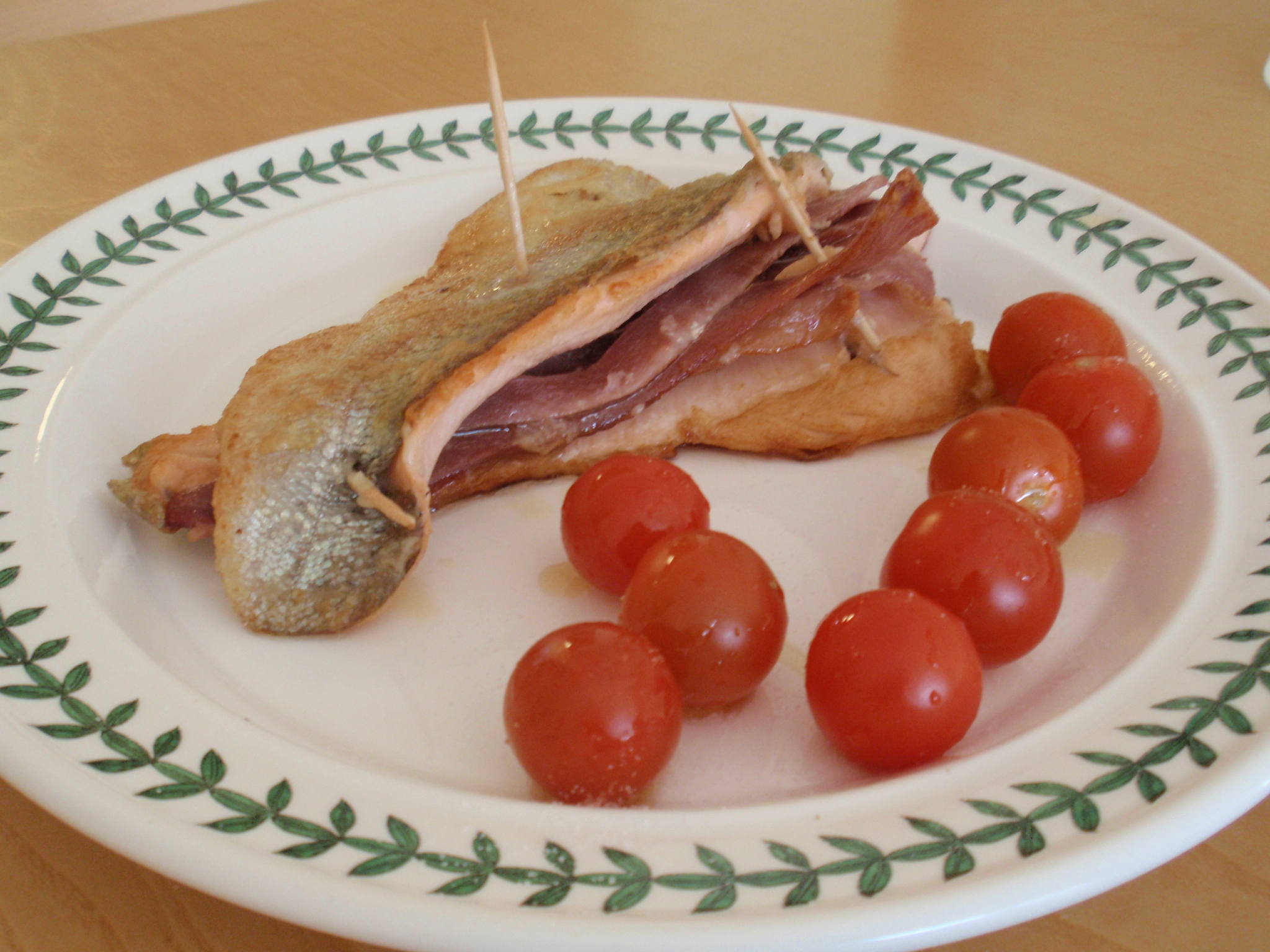
Наварська форель.

Наварська форель — традиційна страва наваррської кухні. 
Форель загортають цілими скибочками шинки, використовуючи зубочистку, щоб утримувати все разом. У деяких менш традиційних варіантах зазвичай використовується бекон. Незважаючи на те, що страва походить з Наварри, вона також популярна в інших країнах регіонах Басконії. 

## Історія
Письменник Ернест Гемінґвей в своїй біографії згадує страву в наваррійській таверні як данину пам'яті своєму другові, який загинув під час Енсьєро. 